# Kanał Królewiecki
Kanał Królewiecki (ros. Калининградский морской канал, Kaliningradskij morskoj kanał) – głębokowodny kanał wodny na Zalewie Wiślanym, łączący port Bałtyjsk i port Kaliningrad. Kanał znajduje się na terytorium Rosji i ma długość 24 Mm.
Kanał jest poprowadzony wzdłuż północnego wybrzeża zalewu, od którego jest oddzielony pasem kilkunastu mierzei. W zachodniej części kanału (na zachód od Swietłego) mierzeje występują jedynie w okolicach Bałtyjska.
Kanał stanowi jednocześnie tor wodny, na którym odbywa się jednokierunkowy ruch statków ustalony według określonych godzin. Średnia dozwolona prędkość na kanale wynosi 8 węzłów i podróż między portami trwa ok. 3 godzin.
Godziny ruchów statków:
- Ruch statków do portu w Królewcu rozpoczyna się w godzinach od 3:00 do 4:00, a także od 15:00 do 16:00 czasu lokalnego.
- Ruch statków do portu w Bałtyjsku rozpoczyna się w godzinach od 8:00 do 11:00, a także od 20:00 do 23:00 czasu lokalnego.

Na mapie Wojskowego Instytutu Geograficznego z 1934 roku kanał przedstawiono pod niemiecką nazwę Königsberger Seekanal i polską Kanał Królewiecki.